# Uwe Janson
Uwe Janson (* 6. November 1959 in Königswinter) ist ein deutscher Regisseur, Drehbuchautor und Filmproduzent.

## Leben
Uwe Janson genoss eine humanistische Schulausbildung; 1981 verweigerte er den Kriegsdienst an der Waffe, es folgte eine Tätigkeit als Sozialarbeiter in der Altenpflege. Anschließend machte er eine Ausbildung zum Fotografen, deren Erfolg unter anderem Ausstellungen seiner fotografischen Arbeiten in Stockholm, Köln, Madrid und Bordeaux belegten. 
Anschließend absolvierte er ein Studium der Soziologie, Philosophie und Germanistik in Heidelberg.

## Werk
Seine Bewerbung an der Hochschule für Fernsehen und Film München 1987 war zunächst erfolglos, trotzdem entstand 1987 sein erster eigener Kurzfilm. Es folgten Regieassistenzen bei Nico Hofmann und Horst Königstein. 
Gleichzeitig bildete er sich zwischen 1987 und 1990 in zahlreichen Drehbuchseminaren im Ausbildungsprogramm der FEMI und des European Script Funds, unter anderen bei Frank Daniel, weiter. Uwe Janson war Mitinitiator des unabhängigen Filmverleihs Konterbande. 
1989 drehte Uwe Janson (auch Drehbuch) seinen ersten Kinofilm Verfolgte Wege, der mit vielen nationalen und internationalen Preisen bedacht wurde. 
1991 folgte Business with friends für das British Film Institute und das BBC-Fernsehen. 
Seit 1992 dreht Uwe Janson Kino- und Fernsehproduktionen als Regisseur, Autor und Produzent – darunter zahlreiche Produktionen in Südafrika, Australien, Hongkong, Vietnam, Thailand, USA, Mexiko und Guatemala. Bei der Filmakademie Baden-Württemberg und der DFFB erhielt er wiederholt Lehraufträge.
Uwe Janson ist Mitglied der Deutschen Filmakademie und im Bundesverband Regie (BVR).

## Filmografie
- 1990: Verfolgte Wege (Drehbuch, Regie)
- 1991: Herz in der Hand (Drehbuch, Regie)
- 1993: Gefährliche Verbindung (Regie)
- 1993: Business with friends (Regie)
- 1993: Heilige Kühe (Regie)
- 1994: Lauras Entscheidung (Regie)
- 1995: Nur der Sieg zählt (Regie)
- 1996: Visum in den Tod (Regie)
- 1997: Der Schutzengel (Regie)
- 1997: Koma – Lebendig begraben (Drehbuch, Regie)
- 1998: Single sucht Nachwuchs (Regie)
- 1999: Annas Fluch (Regie)
- 1999: Holstein Lovers (Regie)
- 2000: Die Geiseln von Costa Rica (Regie)
- 2000: Ben & Maria – Liebe auf den zweiten Blick (Regie)
- 2000: Liebesengel (Regie)
- 2001: Babykram ist Männersache (Regie)
- 2002: Nachts im Park (Regie)
- 2002: Mein Vater die Tunte (Regie)
- 2002: Ein Albtraum von 3 1/2 Kilo (Regie)
- 2002: Weihnachtsmann gesucht (Regie)
- 2003: Jagd auf den Flammenmann (Drehbuch, Regie)
- 2003: Für immer verloren (Regie)
- 2004: Baal (Drehbuch, Regie)
- 2005: Eine Liebe in Saigon (Drehbuch, Regie)
- 2005: Ein Koala-Bär allein zu Haus (Regie)
- 2005: Tatort: Leiden wie ein Tier (Regie)
- 2006: Lulu (Drehbuch, Regie)
- 2006: Peer Gynt (Drehbuch, Regie)
- 2006: Tatort: Schlaflos in Weimar (Regie)
- 2007: Beim nächsten Kind wird alles anders (Regie)
- 2007: Sperling (Fernsehreihe, Folge 1x18, Drehbuch, Regie)
- 2007: Tatort: Schleichendes Gift (Regie)
- 2008: Werther (Drehbuch, Regie)
- 2009: Post Mortem (Regie)
- 2009: Vulkan (Regie)
- 2010: Am Kreuzweg (Regie)
- 2010: Lichtblau (Regie)
- 2010: Tatort: Im Abseits (Regie)
- 2011: Aschenputtel (Regie)
- 2011: Laconia (The Sinking of the Laconia, Regie)
- 2011: On the inside (Drehbuch, Regie)
- 2011–2014: Danni Lowinski (Fernsehserie, 13 Folgen, Regie)
- 2012: Die Schuld der Erben (Regie)
- 2012: Hänsel und Gretel (Regie)
- 2013: Der Minister (Regie)
- 2013:  Das Mädchen mit den Schwefelhölzern (Regie)
- 2014: Auf das Leben! (Regie)
- 2014: Die Schlikkerfrauen (Drehbuch, Regie)
- 2014: Sechse kommen durch die ganze Welt (Regie)
- 2016: Der Urbino-Krimi: Die Tote im Palazzo (Drehbuch, Regie)
- 2016: Der Urbino-Krimi: Mord im Olivenhain (Regie)
- 2017: Zwischen Himmel und Hölle (Regie)
- 2019: Der Usedom-Krimi: Winterlicht (Regie)
- 2019: Herr und Frau Bulle: Totentanz (Regie)
- 2021: Herr und Frau Bulle: Alles auf Tod (Regie)
- 2022: Kommissarin Lucas: Goldrausch (Regie)

## Auszeichnungen
- 1990: Bayerischer Filmpreis (Nachwuchsregisseur), Nominierung für den Deutschen Filmpreis, Prix de Jeuness Locarno, Prix Special du Producteur Cannes, Regieförderpreis der HypoVereinsbank für Verfolgte Wege
- 1993: Nominierung für den Adolf-Grimme-Preis für Gefährliche Verbindung
- 1996: TV Movie award München für Visum in den Tod
- 2007: Fernsehfilm-Festival Baden-Baden – Sonderpreis für Peer Gynt
- 2007: Internationales Filmfestival Mannheim-Heidelberg – Filmkunstpreis für Fernsehen in Deutschland für Peer Gynt
- 2009: Nominierung für den Adolf-Grimme-Preis für Werther
- 2011: BAFTA Nominierung für The Sinking of the Laconia
- 2011: Nominierung für The Sinking of the Laconia bei Fernsehfilmfestival in Monte Carlo
- 2011: Deutscher Comedy Preis
- 2014: Der weiße Elefant in der Kategorie Bester Regie TV-Film für Das Mädchen mit den Schwefelhölzern